# The Rhapsody Tour
The Rhapsody Tour is een tournee van Queen-gitarist Brian May en -drummer Roger Taylor met zanger Adam Lambert onder de naam Queen + Adam Lambert. Het is de vijfde gezamenlijke tournee van de formatie. De tournee begon op 10 juli 2019 in Vancouver in Canada. Er werden concerten gehouden in Noord-Amerika, Azië en Oceanië. Het Europese deel van de tournee zou plaatsvinden in de zomer van 2020, maar werd twee jaar uitgesteld vanwege de coronapandemie. De tournee eindigt op 25 juli 2022 in Tampere in Finland.

## Personeel
- Adam Lambert: leadzang
- Brian May: leadgitaar, akoestische gitaar, zang
- Roger Taylor: drums, zang
- Freddie Mercury: vooraf opgenomen zang

### Extra personeel
- Spike Edney: keyboards, zang
- Neil Fairclough: basgitaar, zang
- Tyler Warren: percussie, drums, zang

## Tracklist

### Noord-Amerika
1. "Innuendo" (intro op scherm)
2. "Now I'm Here"
3. "Seven Seas of Rhye"
4. "Keep Yourself Alive"
5. "Hammer to Fall"
6. "Killer Queen"
7. "Don't Stop Me Now"
8. "In the Lap of the Gods... Revisited" (niet gespeeld op 31 juli en 3 augustus; gespeeld na "Somebody to Love" tussen 9 en 23 augustus)
9. "Somebody to Love" (gespeeld voor "In the Lap of the Gods... Revisited" tussen 9 en 23 augustus)
10. "I'm in Love with My Car"
11. "Bicycle Race" (niet gespeeld op 4 augustus)
12. "Another One Bites the Dust" (van positie gewisseld met "Fat Bottomed Girls" tussen 10 en 20 juli)
13. "Machines (or Back to Humans)" (niet gespeeld op 9 en 10 augustus en na 13 augustus)
14. "I Want It All" (van positie gewisseld met "Radio Ga Ga" tussen 10 en 14 juli)
15. "Love of My Life"
16. "'39"
17. "Doing All Right"
18. "Crazy Little Thing Called Love"
19. "Under Pressure"
20. "Dragon Attack" (gespeeld na "Tie Your Mother Down" tussen 10 en 20 juli; niet gespeeld tussen 23 juli en 13 augustus)
21. "I Want to Break Free"
22. "Who Wants to Live Forever" (voorafgegaand door de opgenomen intro van "You Take My Breath Away")
23. Gitaarsolo door Brian May (inclusief Largo uit de negende symfonie van Dvořák)
24. "Tie Your Mother Down"
25. "The Show Must Go On" (gespeeld voor "I'm in Love with My Car" tussen 10 juli en 7 augustus; gespeeld in de toegift voor "We Will Rock You" op 9 augustus)
26. "Fat Bottomed Girls" (van positie gewisseld met "Another One Bites the Dust" tussen 10 en 20 juli)
27. "Radio Ga Ga" (van positie gewisseld met "I Want It All" tussen 10 en 14 juli)
28. "Bohemian Rhapsody"
Toegift:
29. Day-Oh (vocale improvisatie door Freddie Mercury van de dvd "Queen Live at Wembley Stadium")
30. "We Will Rock You"
31. "We Are the Champions"
32. "God Save the Queen" (tape)

Minder voorkomende nummers
- "One Vision" (alleen op 10 juli)

### Azië
1. "Innuendo" (intro op scherm)
2. "Now I'm Here"
3. "Seven Seas of Rhye"
4. "Keep Yourself Alive"
5. "Hammer to Fall"
6. "Killer Queen"
7. "Don't Stop Me Now"
8. "Somebody to Love"
9. "In the Lap of the Gods... Revisited"
10. "I'm in Love with My Car"
11. "Bicycle Race"
12. "Another One Bites the Dust"
13. "I Want It All"
14. "Teo Torriatte (Let Us Cling Together)" (alleen gespeeld tijdens de Japanse shows)
15. "Love of My Life"
16. "'39"
17. "Doing All Right"
18. "Crazy Little Thing Called Love"
19. "Under Pressure"
20. "Dragon Attack"
21. "I Was Born to Love You" (alleen gespeeld tijdens de Japanse shows; gespeeld voor "Radio Ga Ga" op 25 januari)
22. "I Want to Break Free"
23. "Who Wants to Live Forever" (voorafgegaand door de opgenomen intro van "You Take My Breath Away")
24. Gitaarsolo door Brian May (inclusief Largo uit de negende symfonie van Dvořák)
25. "Tie Your Mother Down"
26. "The Show Must Go On"
27. "Radio Ga Ga"
28. "Bohemian Rhapsody"
Toegift:
29. Day-Oh (vocale improvisatie door Freddie Mercury van de dvd "Queen Live at Wembley Stadium")
30. "We Will Rock You"
31. "We Are the Champions"
32. "God Save the Queen" (tape)

Minder voorkomende nummers
- "Fat Bottomed Girls" (alleen gespeeld tijdens de Koreaanse shows)

### Oceanië
1. "Innuendo" (intro op scherm)
2. "Now I'm Here"
3. "Seven Seas of Rhye"
4. "Keep Yourself Alive"
5. "Hammer to Fall"
6. "Somebody to Love" (gespeeld na "Don’t Stop Me Now" op 5 en 7 februari; gespeeld voor "I Want to Break Free" op 10 en 13 februari)
7. "Killer Queen"
8. "Don't Stop Me Now"
9. "In the Lap of the Gods... Revisited"
10. "I'm in Love with My Car" (niet gespeeld op 20 februari)
11. "Bicycle Race"
12. "Fat Bottomed Girls"
13. "Another One Bites the Dust"
14. "I Want It All"
15. "Love of My Life"
16. "'39"
17. "Doing All Right" (niet gespeeld op 20 februari)
18. "Crazy Little Thing Called Love"
19. "Under Pressure"
20. "Dragon Attack"
21. "Whole Lotta Love" (gespeeld vanaf 10 februari)
22. "Heartbreak Hotel" (gespeeld vanaf 13 februari)
23. "I Want to Break Free"
24. "Who Wants to Live Forever" (voorafgegaand door de opgenomen intro van "You Take My Breath Away")
25. Gitaarsolo door Brian May (inclusief Largo uit de negende symfonie van Dvořák)
26. "Tie Your Mother Down"
27. "The Show Must Go On"
28. "Radio Ga Ga"
29. "Bohemian Rhapsody"
Toegift:
30. Day-Oh (vocale improvisatie door Freddie Mercury van de dvd "Queen Live at Wembley Stadium")
31. "We Will Rock You"
32. "We Are the Champions"
33. "God Save the Queen" (tape)

Minder voorkomende nummers
- "I Was Born to Love You" (alleen gespeeld op 5 en 7 februari)

Tracklist op 16 februari
Dit optreden was onderdeel van het benefietconcert "Fire Fight Australia", waarbij geld werd ingezameld om de kosten rondom de natuurbranden in Australië 2019-2020 zo laag mogelijk te houden. De tracklist bij dit concert was exact hetzelfde als de tracklist van Queen bij het Live Aid-concert uit 1985.
1. "Bohemian Rhapsody"
2. "Radio Ga Ga"
3. Day-Oh (vocale improvisatie door Freddie Mercury van de dvd "Queen Live at Wembley Stadium")
4. "Hammer to Fall"
5. "Crazy Little Thing Called Love"
6. "We Will Rock You"
7. "We Are the Champions"

## Tourdata
| Datum             | Stad                       | Land             | Locatie                    |
| Noord-Amerika     | Noord-Amerika              | Noord-Amerika    | Noord-Amerika              |
| ----------------- | -------------------------- | ---------------- | -------------------------- |
| 10 juli 2019      | Vancouver                  | Canada           | Rogers Arena               |
| 12 juli 2019      | Tacoma, Washington         | Verenigde Staten | Tacoma Dome                |
| 14 juli 2019      | San Jose, Californië       | Verenigde Staten | SAP Center                 |
| 16 juli 2019      | Phoenix, Arizona           | Verenigde Staten | Talking Stick Resort Arena |
| 17 juli 2019      | Las Vegas, Nevada          | Verenigde Staten | Las Vegas Festival Grounds |
| 19 juli 2019      | Inglewood, Californië      | Verenigde Staten | The Forum                  |
| 20 juli 2019      | Inglewood, Californië      | Verenigde Staten | The Forum                  |
| 23 juli 2019      | Dallas, Texas              | Verenigde Staten | American Airlines Center   |
| 24 juli 2019      | Houston, Texas             | Verenigde Staten | Toyota Center              |
| 27 juli 2019      | Detroit, Michigan          | Verenigde Staten | Little Caesars Arena       |
| 28 juli 2019      | Toronto                    | Canada           | Scotiabank Arena           |
| 30 juli 2019      | Washington D.C.            | Verenigde Staten | Capital One Arena          |
| 31 juli 2019      | Pittsburgh, Pennsylvania   | Verenigde Staten | PPG Paints Arena           |
| 3 augustus 2019   | Philadelphia, Pennsylvania | Verenigde Staten | Wells Fargo Center         |
| 4 augustus 2019   | Mansfield, Massachusetts   | Verenigde Staten | Xfinity Center             |
| 6 augustus 2019   | New York, New York         | Verenigde Staten | Madison Square Garden      |
| 7 augustus 2019   | New York, New York         | Verenigde Staten | Madison Square Garden      |
| 9 augustus 2019   | Chicago, Illinois          | Verenigde Staten | United Center              |
| 10 augustus 2019  | Saint Paul, Minnesota      | Verenigde Staten | Xcel Energy Center         |
| 13 augustus 2019  | Columbus, Ohio             | Verenigde Staten | Nationwide Arena           |
| 15 augustus 2019  | Nashville, Tennessee       | Verenigde Staten | Bridgestone Arena          |
| 17 augustus 2019  | Sunrise, Florida           | Verenigde Staten | BB&T Center                |
| 18 augustus 2019  | Tampa, Florida             | Verenigde Staten | Amalie Arena               |
| 20 augustus 2019  | New Orleans, Louisiana     | Verenigde Staten | Smoothie King Center       |
| 22 augustus 2019  | Atlanta, Georgia           | Verenigde Staten | State Farm Arena           |
| 23 augustus 2019  | Charlotte, North Carolina  | Verenigde Staten | Spectrum Center            |
| 28 september 2019 | New York, New York         | Verenigde Staten | Central Park               |
| Azië              |                            |                  |                            |
| 18 januari 2020   | Seoel                      | Zuid-Korea       | Gocheok Sky Dome           |
| 19 januari 2020   | Seoel                      | Zuid-Korea       | Gocheok Sky Dome           |
| 25 januari 2020   | Saitama                    | Japan            | Saitama Super Arena        |
| 26 januari 2020   | Saitama                    | Japan            | Saitama Super Arena        |
| 28 januari 2020   | Osaka                      | Japan            | Kyocera Dome Osaka         |
| 30 januari 2020   | Nagoya                     | Japan            | Nagoya Dome                |
| Oceanië           |                            |                  |                            |
| 5 februari 2020   | Wellington                 | Nieuw-Zeeland    | Westpac Stadium            |
| 7 februari 2020   | Auckland                   | Nieuw-Zeeland    | Mount Smart Stadium        |
| 10 februari 2020  | Dunedin                    | Nieuw-Zeeland    | Forsyth Barr Stadium       |
| 13 februari 2020  | Brisbane                   | Australië        | Suncorp Stadium            |
| 15 februari 2020  | Sydney                     | Australië        | ANZ Stadium                |
| 16 februari 2020  | Sydney                     | Australië        | ANZ Stadium                |
| 19 februari 2020  | Melbourne                  | Australië        | AAMI Park                  |
| 20 februari 2020  | Melbourne                  | Australië        | AAMI Park                  |
| 23 februari 2020  | Perth                      | Australië        | Optus Stadium              |
| 26 februari 2020  | Adelaide                   | Australië        | Adelaide Oval              |
| 29 februari 2020  | Gold Coast                 | Australië        | Metricon Stadium           |
| Europa            |                            |                  |                            |
| 27 mei 2022       | Belfast                    | Noord-Ierland    | SSE Arena                  |
| 28 mei 2022       | Belfast                    | Noord-Ierland    | SSE Arena                  |
| 30 mei 2022       | Manchester                 | Engeland         | AO Arena                   |
| 31 mei 2022       | Manchester                 | Engeland         | AO Arena                   |
| 2 juni 2022       | Glasgow                    | Schotland        | OVO Hydro                  |
| 3 juni 2022       | Glasgow                    | Schotland        | OVO Hydro                  |
| 5 juni 2022       | Londen                     | Engeland         | The O2 Arena               |
| 6 juni 2022       | Londen                     | Engeland         | The O2 Arena               |
| 8 juni 2022       | Londen                     | Engeland         | The O2 Arena               |
| 9 juni 2022       | Londen                     | Engeland         | The O2 Arena               |
| 11 juni 2022      | Birmingham                 | Engeland         | Utilita Arena              |
| 12 juni 2022      | Birmingham                 | Engeland         | Utilita Arena              |
| 14 juni 2022      | Londen                     | Engeland         | The O2 Arena               |
| 15 juni 2022      | Londen                     | Engeland         | The O2 Arena               |
| 17 juni 2022      | Londen                     | Engeland         | The O2 Arena               |
| 18 juni 2022      | Londen                     | Engeland         | The O2 Arena               |
| 20 juni 2022      | Londen                     | Engeland         | The O2 Arena               |
| 21 juni 2022      | Londen                     | Engeland         | The O2 Arena               |
| 24 juni 2022      | Berlijn                    | Duitsland        | Mercedes-Benz Arena        |
| 26 juni 2022      | Keulen                     | Duitsland        | Lanxess Arena              |
| 28 juni 2022      | Zürich                     | Zwitserland      | Hallenstadion              |
| 29 juni 2022      | München                    | Duitsland        | Olympiahalle               |
| 1 juli 2022       | Amsterdam                  | Nederland        | Ziggo Dome                 |
| 2 juli 2022       | Amsterdam                  | Nederland        | Ziggo Dome                 |
| 6 juli 2022       | Madrid                     | Spanje           | WiZink Center              |
| 7 juli 2022       | Madrid                     | Spanje           | WiZink Center              |
| 10 juli 2022      | Bologna                    | Italië           | Unipol Arena               |
| 11 juli 2022      | Bologna                    | Italië           | Unipol Arena               |
| 13 juli 2022      | Parijs                     | Frankrijk        | AccorHotels Arena          |
| 15 juli 2022      | Antwerpen                  | België           | Sportpaleis                |
| 17 juli 2022      | Kopenhagen                 | Denemarken       | Royal Arena                |
| 18 juli 2022      | Kopenhagen                 | Denemarken       | Royal Arena                |
| 20 juli 2022      | Stockholm                  | Zweden           | Avicii Arena               |
| 21 juli 2022      | Oslo                       | Noorwegen        | Telenor Arena              |
| 24 juli 2022      | Tampere                    | Finland          | Nokia Arena                |
| 25 juli 2022      | Tampere                    | Finland          | Nokia Arena                |